# Séverine Beltrame
Pour les articles homonymes, voir Beltrame.

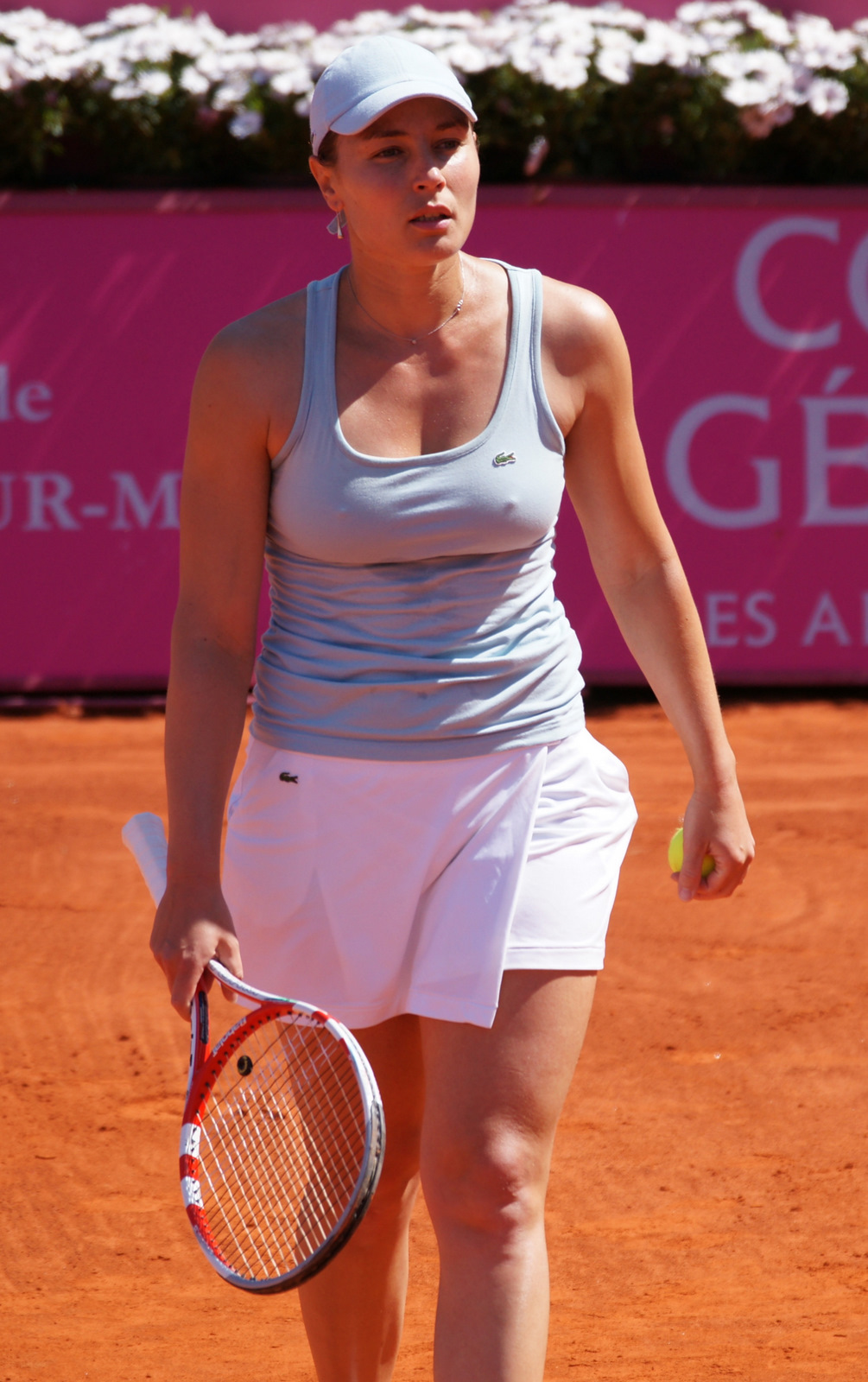
Séverine Beltrame à l'Open de Cagnes-sur-Mer 2011.

Séverine Beltrame (née le 14 août 1979 à Montpellier) est une joueuse de tennis française, professionnelle de 2002 à 2013.
Séverine Beltrame (de son nom de naissance) ou Séverine Brémond (pendant son mariage avec Éric Brémond entre 2005 et 2009) est la dernière joueuse de la génération 1979 à être restée en activité. Contrairement aux autres joueuses du même âge qui ont intégré le top 40 mondial, comme Amélie Mauresmo, Nathalie Dechy, Émilie Loit ou Anne-Gaëlle Sidot, Séverine Beltrame est arrivée tardivement sur le circuit professionnel.
Elle a commencé à jouer au tennis à l'âge de onze ans, grâce à sa mère, Anne-Marie Barry. Elle n'a pas remporté de tournoi WTA mais compte six titres en simple sur le circuit ITF.

## Carrière tennistique
Séverine Beltrame entame une carrière professionnelle en 2002, à l'âge de 23 ans, après avoir poursuivi des études de droit.

### Wimbledon 2006: la révélation
En juin 2006, Séverine Brémond passe par les qualifications et se hisse dans le tableau final de Wimbledon. Alors 129e joueuse mondiale, elle remporte son premier tour face à Anastasiya Yakimova. Au tour suivant, elle crée la sensation en éliminant Patty Schnyder, 10e mondiale. Elle confirme sa performance en éliminant au 3e tour l'Argentine Gisela Dulko 7-6 5-7 7-5 non sans avoir sauvé cinq balles de match, puis en écartant en deux manches au 4e tour la Japonaise Ai Sugiyama, tombeuse de Martina Hingis au tour précédent. Séverine Brémond participe ainsi à son unique quart de finale en Grand Chelem où elle affronte la 3e mondiale Justine Henin qui met fin à son parcours inattendu sur le score de 6-4 6-4. Ce parcours londonien lui permet d'atteindre la 34e place mondiale en février 2007, son meilleur rang au classement WTA.

### US Open 2008: le retour
L'après Wimbledon 2006 a été rude pour Séverine Brémond. À part une victoire face à Marion Bartoli, 24e mondiale, en février 2007, elle a enchaîné défaites prématurées et blessures. Retombée jusqu'à la 148e place mondiale, elle retrouve des couleurs lors de l'US Open 2008. Elle enchaîne trois victoires d'affilée face à Julia Görges, Nicole Vaidišová 22e mondiale et Tathiana Garbin, mais finit par s'incliner en huitième de finale face à la 3e mondiale et future gagnante Serena Williams. Ce bon parcours permet à Séverine Beltrame de réintégrer le top 100 mondial et de retrouver sa place en équipe de France de Fed Cup pour la rencontre face à l'Italie.

### Fin et après carrière
Séverine Beltrame annonce avant Roland-Garros 2013 son intention d'arrêter sa carrière après le Grand Chelem parisien. Invitée aux qualifications de Roland-Garros, Séverine Beltrame est battue au premier tour par l'Autrichienne Yvonne Meusburger en deux sets.
Elle s'investit dans l'organisation de plusieurs tournois ITF comme ceux du Cap d'Agde, Andrézieux-Bouthéon ou Saint-Tropez.
Elle devient, en 2014, directrice du haut niveau féminin à l'ASPTT Montpellier.
Elle est, depuis 2015, impliquée dans l'organisation du Tournoi de tennis de Saint-Malo qui se déroule en septembre.
En 2015, elle est présente sur la liste "Citoyens du Midi" menée par le maire de Montpellier pour les élections régionales.
Elle intervient comme consultante sur BeIn sports depuis 2016.

## Palmarès

### Titre en double dames
Aucun

### Finales en double dames
| No | Date       | Nom et lieu du tournoi | Catégorie | Dotation  | Surface         | Vainqueures                    | Partenaire             | Score    |          |
| -- | ---------- | ---------------------- | --------- | --------- | --------------- | ------------------------------ | ---------------------- | -------- | -------- |
| 1  | 09-06-2008 | DFS Classic Birmingham | Tier III  | 200 000 $ | Gazon (ext.)    | Cara Black Liezel Huber        | Virginia Ruano Pascual | 6-2, 6-1 | Parcours |
| 2  | 14-09-2009 | Challenge Bell Québec  | Intern'l  | 220 000 $ | Moquette (int.) | Vania King Barbora Z. Strýcová | Sofia Arvidsson        | 6-1, 6-3 | Parcours |

## Parcours en Grand Chelem

### En simple dames
| Année | Open d'Australie                                  | Open d'Australie                                   | Internationaux de France                              | Internationaux de France                             | Wimbledon                                           | Wimbledon         | US Open          | US Open         |
| ----- | ------------------------------------------------- | -------------------------------------------------- | ----------------------------------------------------- | ---------------------------------------------------- | --------------------------------------------------- | ----------------- | ---------------- | --------------- |
| 2002  | —                                                 | —                                                  | Q1 \|\| style="text-align:left" \| Hsieh Su-wei       | —                                                    | —                                                   | —                 | —                |                 |
| 2003  | —                                                 | —                                                  | Q3 \|\| style="text-align:left" \| Tatiana Perebiynis | Q2 \|\| style="text-align:left" \| Yuka Yoshida      | Q1 \|\| style="text-align:left" \| Nuria Llagostera |                   |                  |                 |
| 2004  | Q3 \|\| style="text-align:left" \| Camille Pin    | 1er tour (1/64)                                    | Denisa Chládková                                      | 1er tour (1/64)                                      | Emily Webley                                        | 2e tour (1/32)    | Elena Dementieva |                 |
| 2005  | 1er tour (1/64)                                   | Anna-Lena Grönefeld                                | 2e tour (1/32)                                        | Nadia Petrova                                        | 2e tour (1/32)                                      | Nadia Petrova     | 1er tour (1/64)  | Nathalie Dechy  |
| 2006  | 1er tour (1/64)                                   | Samantha Stosur                                    | 1er tour (1/64)                                       | Maria Kirilenko                                      | 1/4 de finale                                       | Justine Henin     | 2e tour (1/32)   | Maria Kirilenko |
| 2007  | 1er tour (1/64)                                   | Tamira Paszek                                      | 1er tour (1/64)                                       | Michaëlla Krajicek                                   | 2e tour (1/32)                                      | Maria Sharapova   | 2e tour (1/32)   | Patty Schnyder  |
| 2008  | 1er tour (1/64)                                   | Li Na                                              | 1er tour (1/64)                                       | Jelena Pandžić                                       | 1er tour (1/64)                                     | Bethanie Mattek   | 4e tour (1/8)    | Serena Williams |
| 2009  | 2e tour (1/32)                                    | Alona Bondarenko                                   | 1er tour (1/64)                                       | Elena Vesnina                                        | 1er tour (1/64)                                     | Victoria Azarenka | 1er tour (1/64)  | Petra Martić    |
| 2010  | Q1 \|\| style="text-align:left" \| Sharon Fichman | Q1 \|\| style="text-align:left" \| Anikó Kapros    | Q3 \|\| style="text-align:left" \| Shenay Perry       | Q2 \|\| style="text-align:left" \| Valérie Tétreault |                                                     |                   |                  |                 |
| 2011  | Q1 \|\| style="text-align:left" \| Sophie Letcher | Q1 \|\| style="text-align:left" \| Sloane Stephens | —                                                     | —                                                    | —                                                   | —                 |                  |                 |
|       |                                                   |                                                    |                                                       |                                                      |                                                     |                   |                  |                 |
| 2013  | —                                                 | —                                                  | Q1 \|\| style="text-align:left" \| Yvonne Meusburger  | —                                                    | —                                                   | —                 | —                |                 |

à droite du résultat, l’ultime adversaire.

### En double dames
| Année | Open d'Australie              | Open d'Australie           | Internationaux de France     | Internationaux de France   | Wimbledon                | Wimbledon               | US Open                       | US Open               |
| ----- | ----------------------------- | -------------------------- | ---------------------------- | -------------------------- | ------------------------ | ----------------------- | ----------------------------- | --------------------- |
| 2003  | -                             | -                          | 1er tour (1/32) Camille Pin  | J. Husárová B. Schett      | -                        | -                       | -                             | -                     |
| 2004  | -                             | -                          | 1er tour (1/32) Camille Pin  | J. Husárová C. Martínez    | -                        | -                       | 1er tour (1/32) Roberta Vinci | J. Kostanić C. Schaul |
| 2005  | -                             | -                          | 1er tour (1/32) Camille Pin  | C. Castaño Yuliana Fedak   | -                        | -                       | -                             | -                     |
| 2006  | 2e tour (1/16) Selima Sfar    | S. Kuznetsova A. Mauresmo  | 1er tour (1/32) S. Lefèvre   | L. Domínguez M. A. Sánchez | -                        | -                       | 2e tour (1/16) T. Golovin     | J. Janković B. Mattek |
| 2007  | 2e tour (1/16) A. Mauresmo    | Dinara Safina K. Srebotnik | 1er tour (1/32) S. Cohen     | Hsieh Su-wei Shenay Perry  | 1er tour (1/32) N. Dechy | Cara Black Liezel Huber | 1er tour (1/32) J. Janković   | B. Mattek Sania Mirza |
| 2008  | 1er tour (1/32) J. Vakulenko  | Ji Chunmei Sun Shengnan    | 2e tour (1/16) M. Johansson  | V. Azarenka Shahar Peer    | -                        | -                       | -                             | -                     |
| 2009  | 1er tour (1/32) O. Govortsova | N. Dechy M. Santangelo     | 2e tour (1/16) Julie Coin    | V. Azarenka Elena Vesnina  | -                        | -                       | -                             | -                     |
| 2010  | -                             | -                          | 1er tour (1/32) Y. Fedossova | A. Kleybanova F. Schiavone | -                        | -                       | -                             | -                     |
| 2012  | -                             | -                          | 1er tour (1/32) Laura Thorpe | M. Erakovic M. Niculescu   | -                        | -                       | -                             | -                     |
| 2013  | -                             | -                          | 2e tour (1/16) Laura Thorpe  | J. Janković Mirjana Lučić  | -                        | -                       | -                             | -                     |

sous le résultat, la partenaire ; à droite, l’ultime équipe adverse.

### En double mixte
| Année | Open d'Australie | Open d'Australie | Internationaux de France     | Internationaux de France  | Wimbledon             | Wimbledon                | US Open | US Open |
| ----- | ---------------- | ---------------- | ---------------------------- | ------------------------- | --------------------- | ------------------------ | ------- | ------- |
| 2004  | -                | -                | 2e tour (1/8) M. Llodra      | Alicia Molik Paul Hanley  | -                     | -                        | -       | -       |
| 2005  | -                | -                | 1er tour (1/16) M. Llodra    | Cara Black Wayne Black    | -                     | -                        | -       | -       |
| 2006  | -                | -                | 2e tour (1/8) Marc Gicquel   | M. Kirilenko Leander Paes | -                     | -                        | -       | -       |
| 2007  | -                | -                | 2e tour (1/8) Marc Gicquel   | Chuang Ch-j. Todd Perry   | 1/2 finale F. Santoro | Alicia Molik J. Björkman | -       | -       |
| 2009  | -                | -                | 2e tour (1/8) R. Lindstedt   | Vania King Marcelo Melo   | -                     | -                        | -       | -       |
| 2013  | -                | -                | 1er tour (1/16) Benoît Paire | Liezel Huber Marcelo Melo | -                     | -                        | -       | -       |

sous le résultat, le partenaire ; à droite, l’ultime équipe adverse.

## Parcours en Fed Cup
| #                                                                       | Date       | Lieu                | Surface      | Gagnante(s)                       | Perdante(s)                      | Score         |          |
|                                                                         |            |                     |              |                                   |                                  |               |          |
| 2005 - 1/2 finale (groupe mondial) - France - Espagne - 3 : 1           |            |                     |              |                                   |                                  |               |          |
| 1                                                                       | 09/07/2005 | Aix-en-Provence     | Dur (ext.)   | Arantxa Parra                     | Séverine Beltrame                | 6-4, 6-4      | Parcours |
|                                                                         |            |                     |              |                                   |                                  |               |          |
| 2006 - Barrage (groupe mondial I) - France - République tchèque - 3 : 2 |            |                     |              |                                   |                                  |               |          |
| 2                                                                       | 15/07/2006 | Cagnes-sur-Mer      | Terre (ext.) | Séverine Beltrame Tatiana Golovin | Iveta Benešová Květa Peschke     | 6-4, 7-62     | Parcours |
|                                                                         |            |                     |              |                                   |                                  |               |          |
| 2007 - 1/4 de finale (groupe mondial) - France - Japon - 5 : 0          |            |                     |              |                                   |                                  |               |          |
| 3                                                                       | 21/04/2007 | Limoges             | Terre (int.) | Séverine Beltrame Nathalie Dechy  | Ayumi Morita Ai Sugiyama         | 6-1, 6-2      | Parcours |
|                                                                         |            |                     |              |                                   |                                  |               |          |
| 2007 - 1/2 finale (groupe mondial) - Italie - France - 3 : 2            |            |                     |              |                                   |                                  |               |          |
| 4                                                                       | 14/07/2007 | Castellaneta Marina | Terre (ext.) | Francesca Schiavone Roberta Vinci | Séverine Beltrame Nathalie Dechy | 4-6, 6-1, 6-2 | Parcours |
|                                                                         |            |                     |              |                                   |                                  |               |          |
| 2009 - 1/4 de finale (groupe mondial) - France - Italie - 0 : 5         |            |                     |              |                                   |                                  |               |          |
| 5                                                                       | 07/02/2009 | Orléans             | Dur (int.)   | Sara Errani Roberta Vinci         | Séverine Beltrame Nathalie Dechy | 6-4, 6-4      | Parcours |

## Classements WTA en fin de saison

### En simple
| Année | 1999 | 2000 | 2001 | 2002 | 2003 | 2004 | 2005 | 2006 | 2007 | 2008 | 2009 | 2010 | 2011 | 2012 |
| Rang  | 591  | 480  | 339  | 238  | 147  | 95   | 102  | 39   | 104  | 93   | 150  | 204  | 261  | 252  |

source : (en) « Classements de Séverine Beltrame », sur le site officiel du WTA Tour

### En double
| Année | 1999 | 2000 | 2001 | 2002 | 2003 | 2004 | 2005 | 2006 | 2007 | 2008 | 2009 | 2010 | 2011 | 2012 |
| Rang  | 524  | 524  | 665  | 274  | 285  | 193  | 349  | 117  | 118  | 117  | 121  | 365  | 353  | 142  |

source : (en) « Classements de Séverine Beltrame », sur le site officiel du WTA Tour